# 結果の平等

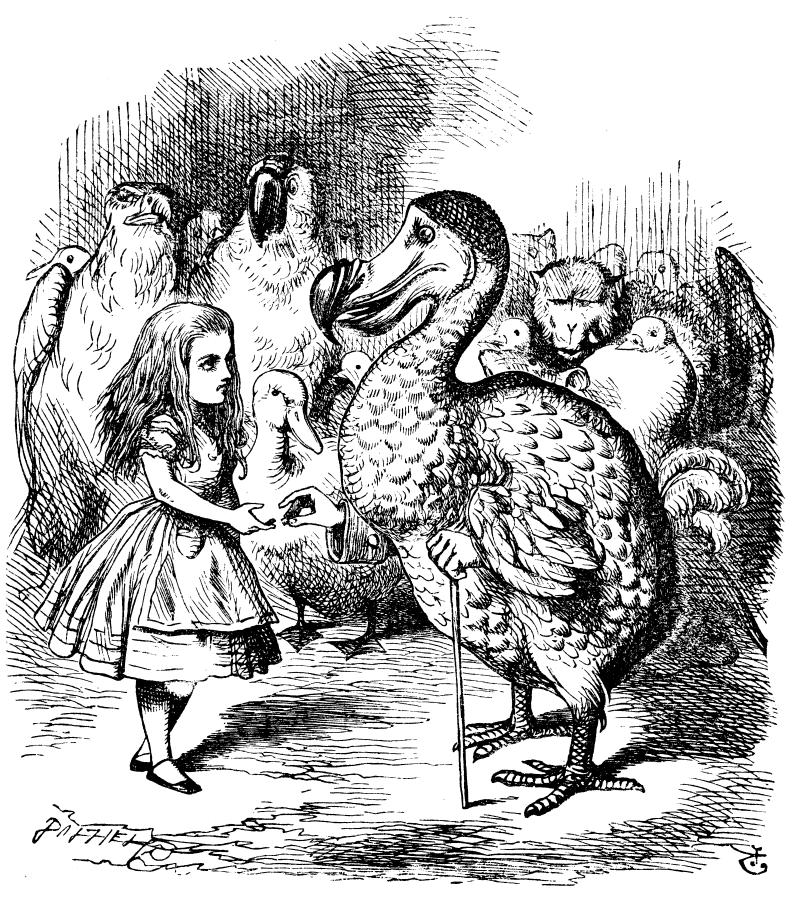
小説「不思議の国のアリス」のドードーは、「全員の勝ち、皆が賞を貰わねば（everybody has won and all must have prizes ）」とアリスに伝える。この引用句が結果の平等という論争ある概念を物語ると、あるアナリストは述べた。

結果の平等（equality of outcome 、equality of results ）または条件の平等（equality of condition ）とは、一部の政治イデオロギーにとって中心となる概念であり、政治議論において機会の平等の語と対比されて用いることが多い。 人々がほぼ同じ物質的富と所得を持つ状態、またはその者の生活全般の経済状況が同等であることを、指している。
平等な結果を達成するには、社会における個人や世帯間の物質的な不平等を減らすまたは排する必要があり、大抵は所得や富を豊かな者から貧しい者へ移転させたり、他の手段を用いて条件の平等を促したりすることになる。結果の平等を「人生において中心的で価値あることの平等」と考えることも、その定義付けに関係している。
「政治哲学ジャーナル」のある記述は、この語の意味を「人々が取掛かるところではなく行着くところを平等にすること」としたが、この語義では等しくすべきものを同定できないため「安易である」と評された。

## 政治において

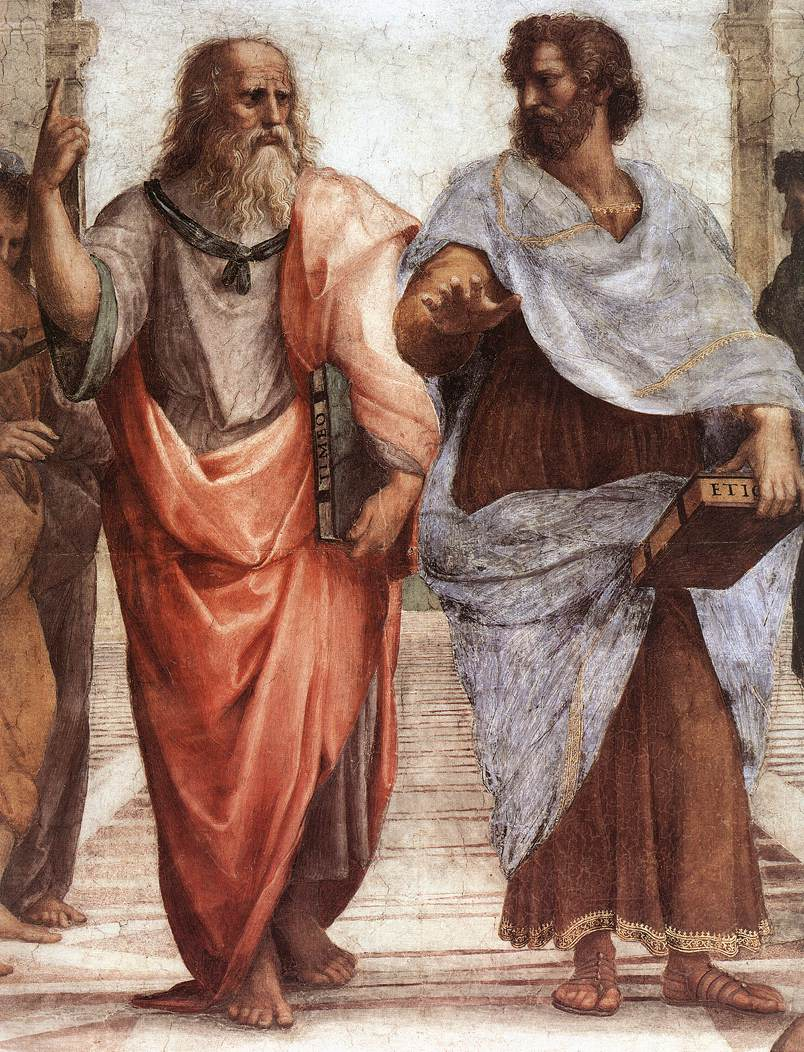
古代ギリシアの哲学者・プラトンとアリストテレスは、経済的平等について論じ合った。ラファエロ・サンツィオの絵画（1509年）

政治学教授の Ed Rooksby によれば、結果平等の概念が政治的立場の異なる者との議論で重要になるのは、平等が「現代政治の構造に深く組込まれた」肯定的かつ重要な概念であると、総じて見なされてきたからである。 いわゆる持てる者と持たざる者との衝突は人の文明のあちこちで起きており、アリストテレスが『ポリティカ』で論じたように哲学者の着目するところとなった。

## 参照
1. ↑  Dr. Mark Cooray, The Australian Achievement from Bondage to Freedom, 1996, Equality Of Opportunity And Equality Of Outcome, Accessed July 12, 2013
2. ↑  Mark E. Rushefsky (2008年). “Public Policy in the United States: At the Dawn of the Twenty-First Century”. M. E. Sharpe Inc.. ISBN 9780765628503 2011年7月15日閲覧。
3. ↑  “Equality Impact Assessments”. Hull Teaching Primary Care. (2011年7月15日).  オリジナルの2012年3月7日時点におけるアーカイブ。 2011年7月15日閲覧. "Equality of autonomy – that is, equality in the degree of empowerment people have to make decisions affecting their lives, how much choice and control they have given their circumstances...."
4. ↑  Phillips, A. (2004). Defending equality of outcome, Journal of Political Philosophy, 12/1, 2004, pp. 1–19, Defending Equality of Outcome, Accessed July 12, 2013
5. ↑  Ed Rooksby (2010年10月14日). “The complexity of equality: Equality for the left is a complex concept, which bears little resemblance to the caricatures drawn by the right”. The Guardian 2011年7月15日閲覧. "... "equality of outcome" which, as every Telegraph journalist knows, is a Bad Thing and, anyway, "impossible". ..."